# Luboš Kalouda
Luboš Kalouda (* 20. Mai 1987 in Brünn) ist ein tschechischer ehemaliger Fußballspieler.

## Vereinskarriere
Luboš Kalouda begann mit dem Fußballspielen als Sechsjähriger beim FC Boby Brünn, heute 1. FC Brünn. In der Saison 2005/06 kam er noch als A-Jugendlicher zu seinen ersten zwei Einsätzen in der B-Mannschaft, die in der zweiten tschechischen Liga spielte.
Zur Saison 2006/07 wurde der Mittelfeldakteur in den Kader des B-Teams übernommen, das zwischenzeitlich in die drittklassige MSFL abgestiegen war. Dort spielte er regelmäßig und schoss bis zur Winterpause sieben Tore in zwölf Spielen. Sein Debüt in der Gambrinus-Liga gab Kalouda am 3. Dezember 2006 beim 2:2 gegen den FK Teplice. Zur Rückrunde wurde er in den Erstligakader eingereiht, in acht Spielen meistens als Einwechselspieler blieb er ohne Torerfolg.
Im März 2008 wechselte er zum russischen Spitzenklub ZSKA Moskau. Dort gelang ihm der Sprung in die Stammelf zunächst nicht. Im Juni 2009 wechselte er für eine Saison leihweise zu Sparta Prag. Im Juli 2010 kehrte Kalouda nach Moskau zurück, wurde aber im August 2010 an Wolgar-Gasprom Astrachan ausgeliehen. Nach einer weiteren Leihe zu FK Oleksandrija wechselte er 2012 nach Tschechien zurück, wo er sich FK Dukla Prag anschloss. Aufgrund von Knieproblemen musste er 2018 seine Karriere beenden.

## Nationalmannschaft
Luboš Kalouda stand im Kader der tschechischen U20-Auswahl bei der Junioren-Fußballweltmeisterschaft 2007 in Kanada. Danach kam er in der U-21-Nationalmannschaft zum Einsatz. Zuvor spielte Kalouda auch für die tschechische U18- sowie U19-Auswahl. 